# Српкиња: њезин живот и рад, њезин културни развитак и њезина народна умјетност до данас (алманах)
Српкиња: њезин живот и рад, њезин културни развитак и њезина народна умјетност до данас је алманах са поднасловом Њезин живот и рад, њезин културни развитак и њезина народна умјетност до данас је издат 1913. године у издању Добротворне задруге српкиња Ириг, штампан у Сарајеву.

## Историјат
Српкиња је алманах настао као резултат рада групе жена које су имале циљ да представе тада савремено женско стваралаштво, као и да направе пресек и преглед дотадашње уметности коју су стварале жене. Алманах је богато илустрован. Сем текстуалног дела садржи 211 илустрација, међу којима се поред фотографија налазе „клишеји“ народног веза.
Српкиња је конципирана као збирка есеја у којима се раѕматра положај и поетика женског стваралаштва у различитим пољима културе. Средишњи део калманаха, око кога су окупљени есеји, испуњавају портрети, биографско-библиографски описи књижевница, активисткиња, уметница икултурних радница уопште.
Ауторке окупљене око стварања алманаха су биле активне друштвене и политичке раднице. За организацију рада приликом припрема и за уређивање алманаха најзаслужнија је била Јелица Беловић Бернджиковска, књижевница, историчарка, педагошкиња и етнографкиња, жена ренесансног духа, завидног образовања и невероватне енергије и храбрости. Јелица Беловић Бернаджиковска је обавила највећи део уредничког посла, водила је кореспонденцију са сарадницима, а уз то је и сама написала низ текстова за Српкињу. 

### Периодичност излажења
Алманах је издат једном годишње.

### Место и година издавања
Београд, Сарајево, 1913.

### Штампарија
Алманах Српкиња: илустрован календар за наш женски свет за је штампан у Штампарији Пијуковић и друг.

## Уредник
Алманах Српкиња: илустрован календар за наш женски свет за је уредила Јелица Беловић са српским књижевницама.